# Damián Lizio
Damián Emmanuel Lizio, né le 30 juin 1989 à Florida en Argentine, est un footballeur international bolivien jouant pour Jorge Wilstermann.
Il possède également la nationalité argentine.

## Biographie

### Carrière en équipe nationale
Le 31 janvier 2014, il est naturalisé bolivien.
Damián Lizio joue son premier match en équipe nationale le 14 octobre 2014 lors d'un match amical contre le Chili (2-2). 
Lors de sa deuxième sélection le 18 novembre 2014, il marque son premier but en sélection lors d'un match amical contre le Venezuela (victoire 3-2). 
Avec l'équipe de Bolivie, il participe à la Copa América 2015.
Au total, il compte six sélections et un but en équipe de Bolivie depuis 2014.

## Palmarès
- Avec le River Plate :
  - Champion d'Argentine en C. 2008

- Avec le Bolívar :
  - Champion de Bolivie en Ad. 2011

## Statistiques

### Buts en sélection
Le tableau suivant liste les résultats de tous les buts inscrits par Damián Lizio avec l'équipe de Bolivie.